# Ahmad Sajjadi
Ahmad Sajjadi (Teherán, Irán; 1 de julio de 1960) es un exfutbolista y entrenador de fútbol de Irán que jugaba en la posición de guardameta.

## Carrera

### Club
| Periodo   | Club            |
| --------- | --------------- |
| 1980–1991 | Homa FC         |
| 1991–1994 | Bank Tejarat FC |
| 1994–1997 | Bahman FC       |

### Selección nacional
Jugó para Irán en ocho ocasiones de 1986 a 1989, participó en los Juegos Asiáticos de 1986 y en la Copa Asiática 1988.

## Palmarés
- Liga de Teherán:

1981/82